# دینمیسین آ
دینمیسین آ (به انگلیسی: Dynemicin A) با فرمول شیمیایی C30H19NO9 یک ترکیب شیمیایی با شناسه پاب‌کم 6908 است. که جرم مولی آن ۵۳۷٫۴۷۳ گرم بر مول می‌باشد. 